# Jean-Louis Paultre de La Vernée
Jean-Louis Paultre de La Vernée est un homme politique français né le 29 août 1777 à Saint-Sauveur-en-Puisaye (Yonne) et décédé le 13 mars 1852 au même lieu.

## Biographie
Il est le frère de Pierre Louis François Paultre de Lamotte, et le cousin de Louis Paultre des Épinettes (1747-1797), député du bailliage d'Auxerre aux États généraux de 1789.
Militaire de carrière, il est député de l'Yonne en 1815, lors des Cent-Jours.

## Sources
1. ↑  base roglo

- « Jean-Louis Paultre de La Vernée », dans Adolphe Robert et Gaston Cougny, Dictionnaire des parlementaires français, Edgar Bourloton, 1889-1891 [détail de l’édition]